# Elezioni primarie del Partito Repubblicano del 1980 (Stati Uniti d'America)
Le elezioni primarie del Partito Repubblicano del 1980 furono lo strumento di selezione attraverso il quale gli elettori del Partito Repubblicano scelsero il loro candidato per le elezioni presidenziali degli Stati Uniti d'America del 1980. L'ex governatore della California Ronald Reagan vinse dopo una serie di elezioni primarie e caucus culminati con la Convention Nazionale Repubblicana che si tenne dal 14 al 17 luglio 1980 a Detroit, Michigan.